# Calling All the Monsters
Calling All the Monsters è un singolo della cantante statunitense China Anne McClain, pubblicato il 20 settembre 2011 come secondo estratto dall'album A.N.T. Farm.

## Descrizione
Il singolo è stato prodotto da Nicolas Molinder e Joacin Personn, che ha anche scritto la canzone insieme a Johan Alkenson e Charlie Mason. La title track canzone è di genere elettropop con un potente ritmo orientale. Il testo della canzone tratta il tema di Halloween e il ballo tra mostri.